# Vincent Kriechmayr
Vincent Kriechmayr, född den 1 oktober 1991 i Gramastetten, är en österrikisk alpin skidåkare. Han tävlar i störtlopp och i super-G.
Han vann en silvermedalj vid juniorvärldsmästerskapen i alpin skidsport 2011 i storslalom. Han debuterade i världscupen 19 december 2010. I världscupen kom han tvåa i super-G i Kvitfjell i Norge 2015, och den 7 februari 2016 nådde han en tredjeplats i samma disciplin i Jeongseon i Sydkorea.